# کدل ایونز
کدل ایونز (اسپانیایی: Cadel Evans‎؛ زادهٔ ۱۴ فوریهٔ ۱۹۷۷) یک دوچرخه‌سوار اهل استرالیا است. وی برنده تور دو فرانس ۲۰۱۱ شده‌است.